# Мелот (Индијана)
Мелот (енгл. Mellott) град је у америчкој савезној држави Индијана.

## Демографија
По попису из 2010. године број становника је 197, што је 10 (-4,8%) становника мање него 2000. године.
| Група             | 2000.       | 2010.       |
| Белци             | 203 (98,1%) | 190 (96,4%) |
| Афроамериканци    | 0 (0,0%)    | 0 (0,0%)    |
| Азијати           | 0 (0,0%)    | 0 (0,0%)    |
| Хиспаноамериканци | 3 (1,4%)    | 5 (2,5%)    |
| Укупно            | 207         | 197         |